# Епархия Адилабада
Епархия Адилабада (лат. Eparchia Adilabadensis) — епархия Сиро-малабарской католической церкви c центром в городе Адилабад, Индия. Входит в латинскую митрополию Хайдарабада. Кафедральным собором епархии Адилабада является церковь Святое семейство.

## История
23 июня 1999 года папа Иоанн Павел II издал буллу Ad aptius consulendum, которой учредил епархию Адилабада, выделив её из епархии Чанды.

## Ординарии епархии
- епископ Джозеф Каннет (Joseph Kunnath) (23.06.1999 — 6.08.2015);
- епископ Энтони Принс Пейненгеден (Antony Prince Panengaden) (с 6 августа 2015 года).

## Источник
- Annuario Pontificio, Ватикан, 2007
- Булла Ad aptius consulendum  (лат.)